# Cryptothele neglecta
Cryptothele neglecta är en lavart som beskrevs av Henssen. Cryptothele neglecta ingår i släktet Cryptothele, och familjen Lichinaceae. Arten är reproducerande i Sverige.